# Enciclopedia canadese
L'Enciclopedia canadese (in francese Encyclopedie canadienne; in inglese The Canadian Encyclopedia) è una enciclopedia canadese cartacea sul Canada disponibile anche via Internet gratuitamente sia in lingua inglese che in francese, con 14 000 articoli per ogni lingua che riguardano la storia, la cultura popolare, gli eventi, i popoli, i luoghi, la politica, le arti, lo sport e la scienza.
Il Canada fu senza una enciclopedia nazionale fin all'arrivo della Encyclopedia Canadiana nel 1957. Negli anni ottanta il nazionalista canadese Mel Hurtig propose un progetto per la creazione di una nuova completa enciclopedia canadese con l'aiuto del primo ministro dello Stato dell'Alberta Peter Lougheed.
L'editore capo James Harley Marsh raccolse più di 3 000 autori che scrivessero per essa.